# 상위인지모형
메타인지 치료(MCT,Metacognitive therapy) 또는 상위인지모델(모형)은  걱정, 반추 및 주의 고착 상태를 영속시키는 메타인지 신념(믿음) 및 자동적사고(automatic thought 또는 Automatic negative thoughts, ANT)를 수정하는 데 중점을 둔 심리 치료이다. 이것은 아드리안 웰스(Adrian Wells)와 매튜(Matthews)의 정보 처리 모델을 기반으로 아드리안 웰스(Adrian Wells)가 만들었다.이것은 많은 연구에서 과학적 증거에 의해 뒷받침된다.

## 자기통제 실행기능 모델
메타인지 모델에서 증상은 인지적 주의력 증후군(cognitive attentional syndrome,CAS)이라는 일련의 심리 과정에 의해 발생한다. CAS는 세 가지 주요 과정을 포함하며, 각각은 부정적인 생각에 대응하여 확장된 사고를 구성한다. 이 세 가지 프로세스는 다음과 같다.
(1) 걱정
(2) 외부 위협에대한 모니터링
(3) 역효과를 일으키는 대처행동
이러한 자기통제는 역기능을 야기할 수 있다.

## 같이 보기
- 취약성-스트레스 모델
- 자기애성 인격장애